# بردلی اریک
بردلی اریک (انگلیسی: Bradley Stryker؛ زادهٔ ۲۹ ژوئن ۱۹۷۷) یک هنرپیشه اهل ایالات متحده آمریکا است.